# Эльзасская кухня
Эльзасская кухня наследует традиции немецкой кухни, но обладает своей спецификой, связанной с сильным романским влиянием. Она включает в себя пирог-пиццу Тарт фламбе, квашеную капусту «шукрут», жаркое в горшочке «бекеоффе». Свинина и колбасные изделия (сардельки и сосиски) также являются характерной чертой этой кухни. Среди эльзасских деликатесов особое место занимает гусиная печень (в том числе фуа-гра) и улитки по-эльзасски (escargots à l’alsacienne). Гордость эльзассцев — сыр мюнстер, изготавливаемый по старинной рецептуре итальянских монахов. Из романского влияния также присутствует яичная вермишель шпецле. Традиционной эльзасской приправой является хрен.
Для эльзасской кухни характерно использование рейнских белых вин (в том числе рислинг), шнапса и традиционного немецкого пива (типа пилснер). С 1972 года в Эльзас пришёл концерн «Heineken». Гигантский концерн «Kronenbourg» делает пиво в Страсбурге.
Характерный эльзасский десерт это луковый пирог и кулич с изюмом.